# 伊舎堂博武
伊舎堂 博武（いしゃどう ひろむ、1996年5月16日 - ）は、沖縄県浦添市出身のハンドボール選手。日本ハンドボールリーグのトヨタ車体所属。

## 経歴
浦添市立仲西中学校時代は2011年の第20回JOCジュニアオリンピックカップで優勝し、優秀選手に選ばれた。
中学卒業後は興南高等学校へ進学。2012年は日本代表U-16に選出された。
2014年は第6回アジアユース選手権の日本代表U-19に選出。同年の全国高等学校ハンドボール選抜大会では優勝し、優秀選手賞を受賞。8月の全国高等学校総合体育大会ハンドボール競技大会（インターハイ）も制し、同大会でも優秀選手賞を受賞した。10月の国民体育大会も優勝し、「高校3冠」を達成。
高校卒業後は早稲田大学へ進学。2015年は第6回ユース世界選手権の日本代表U-19、第3回U-22東アジア選手権の日本代表に選ばれた。
2016年は第15回男子ジュニアアジア選手権の日本代表U-21に選出。関東学生ハンドボール・春季リーグでは優秀新人賞を受賞。
2018年はジャパンカップの関東学連エキシビションマッチ東西対抗戦で西軍メンバーに選出された。春季リーグでは優秀選手賞を受賞。全日本学生ハンドボール選手権大会（インカレ）ではベスト4で終え、優秀選手賞を受賞した。
2019年に日本ハンドボールリーグのトヨタ車体へ加入。

## 詳細情報

### 記録

#### 日本ハンドボールリーグ
- フィールドゴール初得点：2019年7月13日、対琉球コラソン戦（東風平運動公園体育館）[15]

### 背番号
- 16 (2019年 - )

## 代表歴

### 日本代表U-22
- U-22東アジア選手権 (2015年)

### 日本代表U-21
- ジュニアアジア選手権 (2016年)

### 日本代表U-19
- ユース世界選手権 (2015年)
- アジアユース選手権 (2014年)

### 日本代表U-16
- 日韓スポーツ交流 (2012年)